# Полоть
Полоть — река в Смоленской области России.
Протекает в юго-западном направлении по территории Тёмкинского района. Исток — восточнее деревни Горки, впадает в реку Ворю в 64 км от её устья по левому берегу. Длина реки составляет 28 км, площадь водосборного бассейна — 131 км².
Вдоль течения реки расположены деревни Горки, Подсосонье, Фатейково, Холмино, Васильевское, Силинки и Безмено.

## Данные водного реестра
По данным государственного водного реестра России относится к Окскому бассейновому округу, водохозяйственный участок реки — Угра от истока и до устья, речной подбассейн реки — Бассейны притоков Оки до впадения Мокши. Речной бассейн реки — Ока.
По данным геоинформационной системы водохозяйственного районирования территории РФ, подготовленной Федеральным агентством водных ресурсов:
- Код водного объекта в государственном водном реестре — 09010100412110000021054
- Код по гидрологической изученности (ГИ) — 110002105
- Код бассейна — 09.01.01.004
- Номер тома по ГИ — 10
- Выпуск по ГИ — 0